# El Ancer (distrito)
El Ancer é um distrito localizado na província de Jijel, Argélia, e cuja capital é a cidade de mesmo nome, El Ancer. A população total do distrito era de 47 347 habitantes, em 2008.

## Comunas
O distrito é composto por quatro comunas:
- Bouraoui Belhadef
- Djemaa Beni Habibi
- El Ancer
- Kheïri Oued Adjoul